# Marco Komenda
Marco Komenda (* 26. November 1996 in Darmstadt) ist ein deutsch-kroatischer Fußballspieler.

## Karriere
Nach seinen Anfängen in der Jugend der TSG Messel und vom SV Darmstadt 98 wechselte er im Sommer 2015 zu den Sportfreunden Siegen in die Oberliga Westfalen. Nachdem er alle Spiele der Saison für seinen Verein bestritten hatte, wechselte er im Sommer 2016 in die Regionalliga West zur zweiten Mannschaft von Borussia Mönchengladbach. Nach zwei Spielzeiten erfolgte im Sommer 2018 sein Wechsel zum Drittligisten SV Meppen. Dort kam er auch zu seinem ersten Einsatz im Profibereich, als er am 30. Juli 2018, dem 1. Spieltag, beim 0:0-Auswärtsunentschieden gegen die Sportfreunde Lotte in der Startformation stand.
Im Sommer 2020 wechselte er in die 2. Liga zu Holstein Kiel. Sein dort ursprünglich bis 2023 laufender Vertrag wurde im März 2022 um drei weitere Jahre verlängert.

## Erfolge
- Aufstieg in die Bundesliga: 2024